# Тулсідас
Тулсідас (*तुलसीदास, 1497 або 1532 —1623) — індійський філософ, поет та композитор часів імперії Великих Моголів.

## Життєпис
Тулсідас народився в брамінській родині в Сороні, нині штат Утар-Прадеш, і отримав ім'я "Рамбола". Невдовзі після народження, внаслідок несприятливого для батьків астрологічного прогнозу, Рамбола разом із служницею переїхав до Гаріпура, де знаходився протягом майже 6 років. Тоді ж приєднався до вішнуїтського ордену на чолі з Раманандою, згодом змінивши своє ім'я на Тулсідас.
Деякий час він подорожував на півночі Індостану, поки не перебрався до м. Варанасі, де протягом 16-ти років вивчав санскрит, Веди, Веданґу, основи шести шкіл індуїстської філософії. Після одружився з Ратнавалі, донькою брахмана, проте через деякий час залишив дружину і  перебрався до священного міста Праяг, де відмовився від гріхастга (життя домогосподаря) і став садху (аскетом).
Будучи садху багато подорожуав священними містами, відвідував монастирі у Гімалаях, тривалий час жив у ашрамі у Чітракуті. Наприкінці життя оселився у Варанасі, де помер у 1623 році.

## Творчість

### Філософія
В образах героїв своїх поем Тулсідас розкриває свої погляди на релігію, соціальні та сімейні стосунки.
Тулсідас трактував Раму як найвищу божественну субстанцію і намагався визначити шляхи осягнення божества. У їх числі він пропонував і шлях бгакті, тобто виступав прихильником демократичної концепції, але намагався поєднати гуманістичні погляди з ортодоксальним індуїзмом, в якому порятунок призначалося лише для брахманів, що опанували релігійною догмою. Тулсідас був проти беззаконня й водночас підтримував збереження каст.

### Поезія
Найбільш визначним твором Тулсідаса є епічна поема «Рамачарітаманаса» (1574–1576 роки), що містить опис життя та подвигів Рами, значення його місії та заклик людей шанувати Раму й слідувати його життєвому прикладу. Йому також традиційно приписують авторство «Шрі Ханумана Чаліса», короткої поеми, присвяченої другові Рами Хануману.
Серед інших значних робіт Тулсідаса: 
- «Догавалі» (1581 р.) — збірка дох (коротких віршів-афоризмів).
- «Кавітавалі» (1608-1614 рр.) — збірка 325 віршів про Раму.
- «Ґітавалі» — збірка 328 пісень про Раму.
- «Крішнавалі» (1607 р.) — збірка 32 пісень про Крішну.
- «Віная Патрика» — гімни різним богам та божествам.

Всі вони написані браджем, діалектом гінді.
Тулсідас також склав наступні твори:
- «Барвай Рамаяна» (1612 р.) — скорочений варіант «Рамаяни».
- «Парваті-мангал» (1586 р.) — оповідь, присвячена богині Парваті.
- «Джанакі-мангал» — оповідь про шлюб Сіти та Рами.
- «Рамалала Нагачгу» — оповідь про дитинство Рами, а саме про церемонію Нагачгу Рами.
- «Рамаг'я Прашна» — опис визначення доброзичливих та лиховісних знаків для подальших астрологічних передбачень.
- «Вайраг'я Сандіпіні» — філософські роздуми про Г'яну та Вайраг'ю, тобто пізнання та зречення.